# 34245 Andrewkomo
34245 Andrewkomo è un asteroide della fascia principale. Scoperto nel 2000, presenta un'orbita caratterizzata da un semiasse maggiore pari a 2,3739772 au e da un'eccentricità di 0,1256425, inclinata di 6,07326° rispetto all'eclittica.